# Three Forks
Three Forks és una població dels Estats Units a l'estat de Montana. Segons el cens del 2000 tenia 1.728 habitants.

## Demografia
Segons el cens del 2000, Three Forks tenia 1.728 habitants, 686 habitatges, i 469 famílies. La densitat de població era de 525,3 habitants per km².
Dels 686 habitatges en un 35,4% hi vivien nens de menys de 18 anys, en un 59,3% hi vivien parelles casades, en un 5,8% dones solteres, i en un 31,5% no eren unitats familiars. En el 26,7% dels habitatges hi vivien persones soles el 12,1% de les quals corresponia a persones de 65 anys o més que vivien soles. El nombre mitjà de persones vivint en cada habitatge era de 2,51 i el nombre mitjà de persones que vivien en cada família era de 3,08.
Per edats la població es repartia de la següent manera: un 28,4% tenia menys de 18 anys, un 6% entre 18 i 24, un 28,9% entre 25 i 44, un 21,8% de 45 a 60 i un 15% 65 anys o més.
L'edat mediana era de 38 anys. Per cada 100 dones de 18 o més anys hi havia 102,6 homes.
La renda mediana per habitatge era de 34.212 $ i la renda mediana per família de 39.938 $. Els homes tenien una renda mediana de 30.086 $ mentre que les dones 19.196 $. La renda per capita de la població era de 15.362 $. Aproximadament el 5,5% de les famílies i el 7,7% de la població estaven per davall del llindar de pobresa.

## Poblacions més properes
El següent diagrama mostra les poblacions més properes.